# Altaïr Ibn-La'Ahad
Altaïr Ibn-La'Ahad (arabă: الطائر ابن لا أح, tradus "Pasărea, fiul nimănui") este un personaj fictiv din seria de jocuri video Assassin's Creed creată de compania Ubisoft. El este un asasin care a trăit de la jumătatea secolului al 12-lea până la jumătatea secolului al 13-lea și, începând cu anul 1191, liderul Oridinului Asasinilor, succedându-l pe Rașid al-Din Sinan. Altaïr este protagonistul primului joc din serie, Assassin's Creed, a cărui acțiune se desfășoară în timpul celei de-a treia cruciade, și al câtorva jocuri mai mici, precum Assassin's Creed: Altaïr's Chronicles și Assassin's Creed: Bloodlines. El apare, de asemenea, și în Assassin's Creed II și Assassin's Creed: Revelations într-un rol mai mic, protagonistul acelor jocuri fiind Ezio Auditore da Firenze, precum și în romanul Assassin's Creed: The Secret Crusade de Oliver Bowden, care îi relatează întreaga viață. Alături de Ezio, Altaïr este considerat unul dintre cei mai populari asasini ai seriei și mascota francizei, făcând câteva apariții și în alte jocuri.

## Biografie
Altaïr s-a născut pe 11 ianuarie 1165, fiind fiul lui Umar Ibn-La'Ahad, un asasin arab musulman, și soția sa creștină, Maud, care a murit în timpul nașterii. Altaïr este antrenat să devină un asasin de la o vârstă fragedă alături de prietenul său cel mai bun, Abbas Sofian, dar își pierde tatăl după ce acesta este prins și executat de forțele sultanului Saladin în urma unui atentat eșuat. Umar a fost prins după ce tatăl lui Abbas, Ahmad, care a participat și el la atentat, l-a trădat pentru a se salva pe sine. La scurt timp, Ahmad, neputând să trăiască cu sentimentul de vină, își cere scuze în fața lui Altaïr înainte de a se sinucide. Lui Abbas îi se ascunde soarta tatălui său, el crezând că acesta pur și simplu a părăsit Ordinul Asasinilor, și îl acuză pe Altaïr de minciună după ce acesta îi mărturisește adevărul, ajungând să-l disprețuiască.
După moartea lui Umar, Altaïr este crescut și antrenat de Rașid al-Din Sinan (cunoscut mai bine ca Al Mualim), liderul asasinilor, în fortăreața lor din Masyaf. În 1189, la vârsta de 24 de ani, Altaïr devine cel mai tânăr asasin care să primească rangul de Maestru Asasin, după ce îi salvează viața lui Al Mualim în timpul uni atac asupra Masyafului, condus de către inamicii mortali ai asasinilor, Cavalerii Templieri. Totuși, acest lucru îl va face pe Altaïr foarte arogant și egoist, el ajugând să se creadă mai presus de ceilalți asasini și de Codul lor.
În 1190, în cadrul jocului Assassin's Creed: Altaïr's Chronicles, Altaïr este trimis de Al Mualim să găsească un artefact cu puteri supranaturale numit "Pocalul", punându-l în conflict cu templierii, care caută la rândul lor artefactul pentru a cuceri Levantul. În cele din urmă, Altaïr descoperă că "Pocalul" este de fapt Adha, o fată pe care a cunoscut-o în trecut și alături de care și-a dorit să aibă o viață normală, dar aceasta este capturată de templieri, care ulterior o ucid înainte ca Altaïr s-o poată salva. Drept urmare, Altaïr se răzbună pe toți cei responsabili, devenind și mai arogant și furios.
În 1191, în timpul evenimentelor din Assassin's Creed, Altaïr și alți doi asasini, Malik Al-Sayf și fratele acestuia, sunt trimiși la Templul lui Solomon să recupereze un alt artefact, "Mărul din Eden", ce are puterea de a controla minți și crea iluzii. Când Altaïr vede că maestrul templierilor, Robert de Sablé, este de față, el încalcă Codul asasinilor și încearcă (fără succes) să-l omoare, compromițând misiunea. Deși Altaïr și Malik reușesc să scape și să ia Mărul, acesta din urmă își pierde mâna stângă și fratele și îl învinovățește pe Altaïr. Cei doi sunt urmăriți înapoi la Masyaf de către templieri, dar datorită lui Altaïr, atacul este respins. Drept urmare, Al Mualim îi cruță viața lui Altaïr, dar îl retrogradează la rangul de Novice și îl trimite într-o misiune de a asasina nouă indivizi pentru a-și răscumpăra greșeala de la Templu și a-și recăpăta rangul. Pe măsură ce își ucide țintele, Altaïr descoperă că toți nouă au conspirat împreună să găsească Mărul, și că scopurile lor sunt nobile, chiar dacă mijloacele de a le atinge nu sunt. De asemenea, călătoria îl face pe Altaïr mai înțelept și umil, ajungând să se împace cu Malik.
În cele din urmă, Altaïr își asasinează ultima țintă, pe Robert, care îi dezvăluie că Al Mualim l-a ajutat să găsească Mărul înainte de a-l trăda. Întorcându-se în Masyaf, Altaïr descoperă că Al Mualim a trădat asasinii și plănuiește să folosească Mărul pentru a controla întreaga rasă umană și a pune capăt conflictelor. Altaïr este nevoit să-l omoare pe Al Mualim, dar când încearcă să disgrugă Mărul, el deblochează în schimb o hartă cu locațiile altor artefacte similare. În urma acestor evenimente, Altaïr se oferă să conducă Ordinul Asasinlor și să repare pagubele făcute de Al Mualim. Abbas, încă furios pe Altaïr, i se opune și încearcă să ia Mărul de la el, dar puterea artefactului aproape îl ucide. Altaïr îl salvează pe Abbas și îi permite să rămână în Ordin, dând astfel dovadă de milă și înțelepciune, convingându-i pe ceilalți asasini de abilitatea sa de a-i conduce.
La scurt timp după, în cadrul jocului Assassin's Creed: Bloodlines, Altaïr află că templierii se regrupează în Acra și merge să investigheze. Acolo, el dă peste Maria Thorpe, fosta stewardesă a lui Robert de Sablé, care încearcă să-și răzbune maestrul. Altaïr o ia prizonieră și îi urmărește pe templieri până în Cipru, unde află de existența unei arhive a templierilor pe insulă. Pentru a accesa arhiva, Altaïr trebuie mai întâi să slăbească controlul templierilor asupra insulei, ceea ce reușete cu ajutorul unui grup local de rebeli, precum și al Mariei, după ce aceasta este trădată de noul maestru al templierilor, Armand Bouchart. În cele din urmă, Altaïr intră în arhivă, numai pentru a descoperi că este goală, și îl ucide be Bouchart. El începe ulterior o relație cu Maria, cu care se căsătorește și are doi fii: Darim (născut în 1195) și Sef (născut în 1197).
În anii următori, Altaïr se dedică studiului Mărului, folosind cunoștința dobândintă pentru a revoluționa Ordinul Asasinilor și a-i spori influența. În 1217, când expansiunea Imperiului Mongol începe să reprezinte o amenințare serioasă, Altaïr călătorește în Mongolia cu Maria și Darim pentru a-l asasina pe Ginghis Han, lăsându-i pe Malik și Sef să conducă Ordinul Asasinilor în Masyaf. Abbas profită de ocazie pentru a da o lovitură de stat, preluând controlul Ordinului și ucigându-i pe Malik și Sef. Când Altaïr și familia sa se întorc un deceniu mai târziu, ei află ce s-a întâmplat, iar Altaïr încearcă să se răzbune pe Abbas folosind Mărul. Maria încearcă să-l oprească, dar este ucisă de un asasin, iar Altaïr și Darim sunt nevoiți să plece în exil. Altaïr se întoarce până la urmă în Masyaf în 1247 și, după ce obține susținerea celorlalți asasini, care sunt nemulțumiți de conducerea lui Abbas, îl confruntă și omoară pe acesta.
Altaïr continuă să conducă Ordinul Asasinolor pentru ultimii săi ani de viață, timp în care întemeiază mai multe "ghilde" cu sediile în diferite părți ale lumii, asigurându-se astfel că Ordinul va continua să existe în secret după ce Levantul este cucerit de Mongoli. De asemenea, el construiește o bibliotecă sub fortăreața din Masyaf, care în realitate este o criptă pentru a proteja Mărul, și o încuie folosind cinci artefacte în care și-a inserat diferite amintiri. În 1257, Altaïr îi dă cele cinci chei lui Niccolo Polo (tatăl lui Marco Polo) pentru a le ascunde într-un loc sigur, și se încuie în bibliotecă împreună cu Mărul după ce își ia rămas bun de la Darim. Aici, Altaïr moare de unul singur la vârsta de 92 de ani.

### Moștenire
Datorită numeroaselor contribuții și reforme pe care le-a adus Ordinului Asasinilor în timpul vieții, Altaïr va fi amintit ca un personaj legendar în istoria asasinilor. În Assassin's Creed II, care are loc în timpul Renașterii italiene, două secole după moartea lui Altaïr, o statuie a acestuia se regăsește într-un sanctuar aflat sub Villa Auditore din Monteriggioni, alături de statui ale altor asasini legendari. Tot în acest joc este introdus și Codexul, jurnalul lui Altaïr, în care acesta și-a documentat nu doar viața, ci și numeroasele descoperiri de care au beneficiat următoarele generații de asasini. Povestea jocului Assassin's Creed: Revelations se concentrează asupra moștenirii lui Altaïr, întrucât personajul principal, Ezio Auditore da Firenze, încearcă să găsească cheile pentru biblioteca acestuia și să-i afle misterele, aflând mai multe despre viața lui Altaïr pe măsură ce îi vede amintirile inserate în chei.
Din punct de vedere genetic, Altaïr este un strămoș (din partea mamei) al lui Desmond Miles, protagonistul primelor cinci jocuri Assassin's Creed, care îi poate retrăi amintirile folosind o mașină numită Animus.

## Legături externe
- Altaïr Ibn-La'Ahad on IMDb